# St. Jakobus (Winterberg)

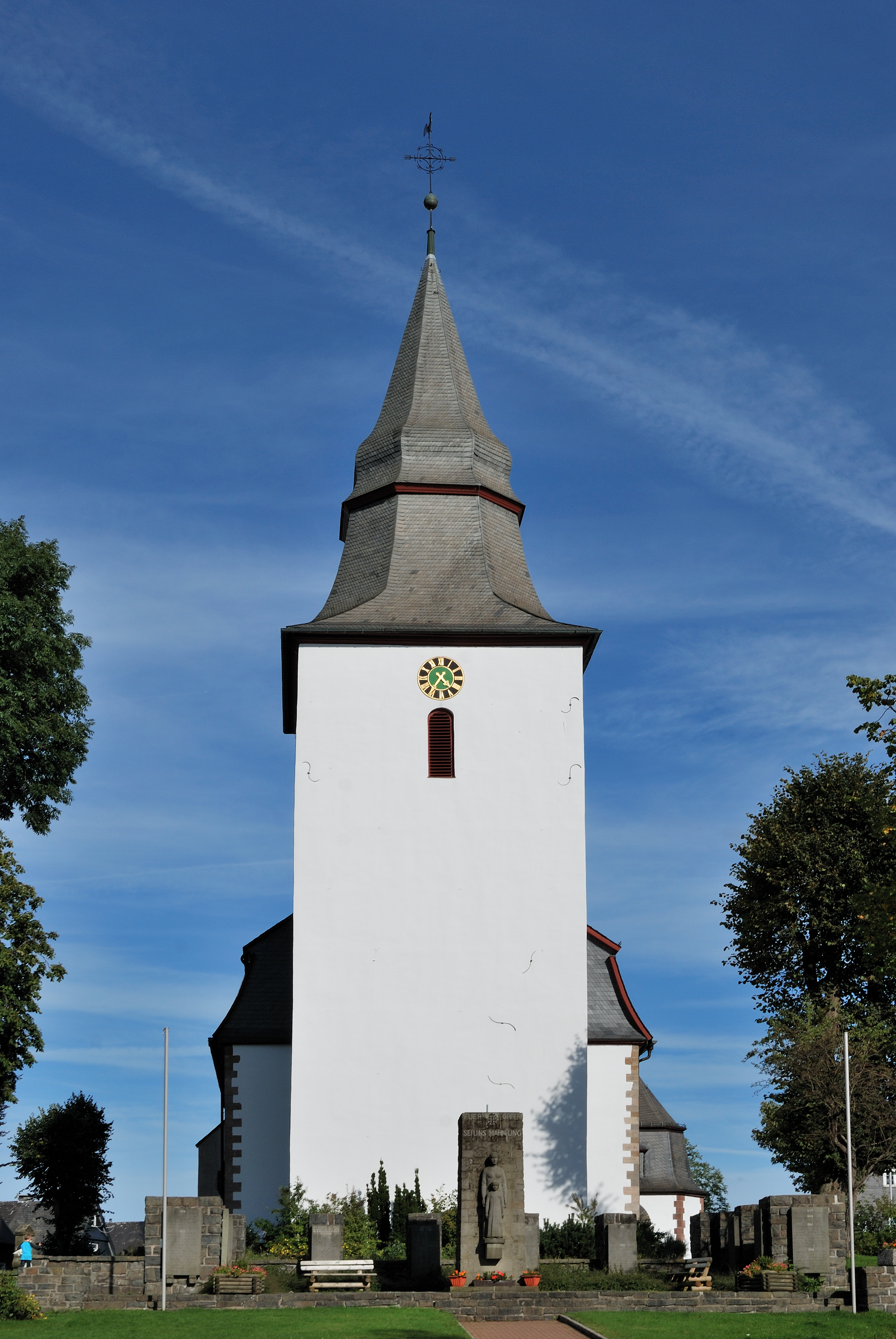
Turm von Westen

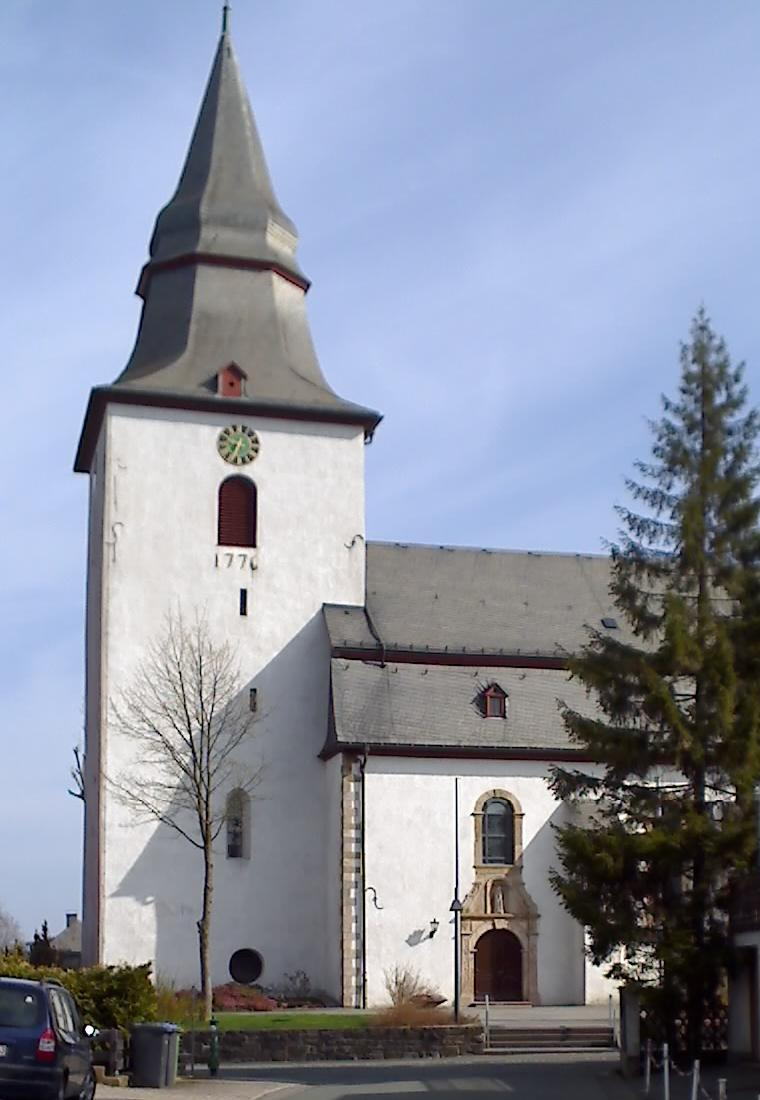
Pfarrkirche mit Turm von Süden

Die St.- Jakobus-Kirche in Winterberg im Hochsauerlandkreis ist eine römisch-katholische Pfarrkirche, deren Entstehung ins 13. Jahrhundert zurückreicht. In ihrer jetzigen Form wurde sie beim Wiederaufbau nach dem letzten Brand von 1791 errichtet.

## Geschichte und Entwicklung
1276 bestätigte der Kölner Erzbischof Siegfried von Westerburg die von seinem Vorgänger Engelbert getroffenen Vereinbarungen mit dem Kloster Glindfeld über die Kirche zu Winterberg. Sie bestand daher zu diesem Zeitpunkt schon seit einiger Zeit.
In drei verheerenden Stadtbränden 1556, 1759 und 1791 wurde jedes Mal die Kirche vollständig zerstört. Nach dem zweiten Brand erfolgte 1785 die Grundsteinlegung zu einem Neubau und Ende 1790 die Fertigstellung. Wenige Monate später wurde das Gebäude erneut durch ein Feuer vernichtet. Als Patron der Kirche hatte das Kreuzbrüder-Kloster Glindfeld die Kosten für den Wiederaufbau zu tragen. Hierzu nahm es einen Kredit von 5000 Talern auf. 1796 mit dem Wiederaufbau begonnen, war das Gebäude 1801 noch nicht ganz fertiggestellt.
Anders war es beim Westturm, der sich zu dieser Zeit im Besitz der Stadt Winterberg befand, die für den Wiederaufbau sorgte. Eine Inschrift am Kirchturm weist auf den Abschluss der Baumaßnahmen im Jahr 1796 durch den Meister Friedrich Lorentz im Auftrag des Bürgermeisters Jakob Cramer hin. Die beiden unteren Geschosse des Turmes stammen noch aus dem Mittelalter. Der Turmhelm geht über dem Hauptgesims aus Eiche in eine achtseitige Pyramide über. Diese wird etwa in halber Höhe durch eine S-förmige Schwellung unterbrochen.

## Kirchengebäude
Nach dem letzten Kirchenbrand wurde die Kirche zum Teil aus Steinen der Stadtmauer aufgebaut, die jetzt abgebrochen wurde. Den Bau leitete der Maurermeister Christian Gülich aus Neukirchen im Fürstentum Waldeck. Zimmermeister war der Caspar Deckersbach aus Madfeld. Die Außenmauern bestehen aus verputztem Bruchstein. In allen Schlusssteinen befindet sich das Kreuz der Glindfelder Kreuzherren.

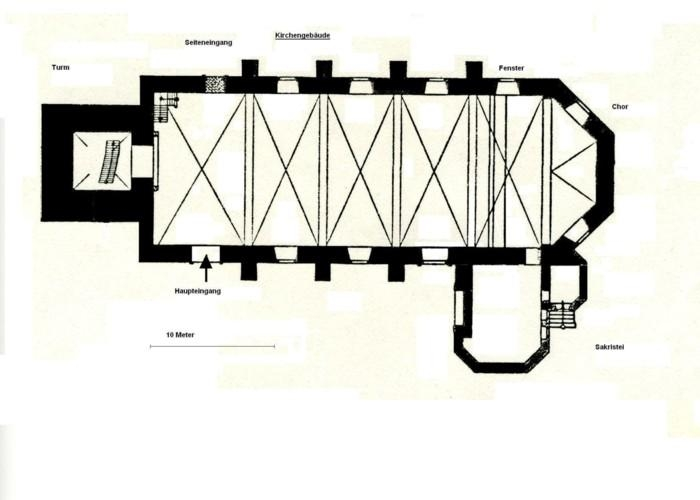
St.-Jakobus-Pfarrkirche Winterberg – Grundriss

Die Kirche besteht aus einem einschiffigen Saal mit fünf Jochen und einem 3/8-Chorschluss. Das westliche Joch ist um zwei Meter breiter als die übrigen Joche. Eine Inschrift mit der Jahreszahl 1669 am Nordfenster deutet darauf, dass dieser Teil einer älteren Anlage zuzurechnen ist. An diesem Joch liegen der südliche Haupteingang und ein nördlicher Nebeneingang. Über dem Südportal befindet sich eine Muschelnische, in der lange Zeit die Figur der heiligen Katharina stand. Heute befindet sich dort eine Jakobus-Figur. Auf dem Dach, direkt über dem Chor, ist ein Glockentürmchen angebracht. Die Sakristei am südlichen Ende des Chores wurde 1925 angebaut.

## Ausstattung

### Altäre

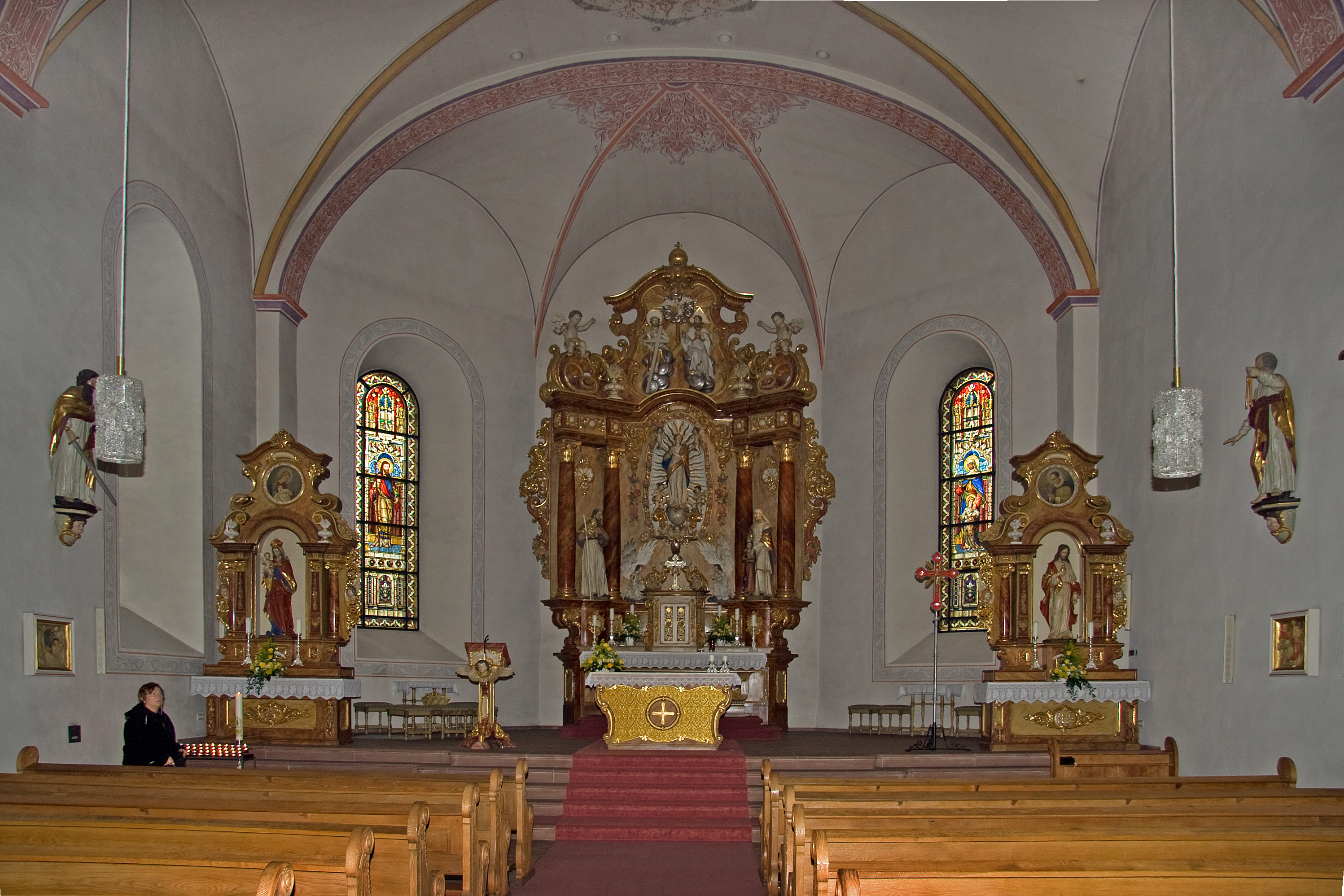
Altarraum

Kirchenheiliger ist Jakobus der Ältere, der Schutzheilige der Pilger, die zu seinem Grab in Santiago de Compostela in Spanien ziehen. Kirchweihfest ist der 25. Juli. Diesem Heiligen ist auch der Hauptaltar im Chor gewidmet. Er soll nach mündlichen Überlieferungen um 1800 von einem Schreiner aus Bödefeld errichtet worden sein. Die beiden Seitenaltäre stammen aus dem 20. Jahrhundert. Sie waren ursprünglich zwei untergegangenen Benefizien zugeordnet. Eines davon gehörte zum Katharinenaltar, an dem die Stadt Winterberg im Jahr 1465 eine Frühmess-Vikarie stiftete. Ein zweites Benefizium war dem Heiligen Kreuz gewidmet. Beide gingen im 16. Jahrhundert in der Reformationszeit unter und wurden mit dem Pastorat vereinigt.

### Glocken
1774 waren nach dem Kirchenbrand von 1759 vier neue Glocken geweiht worden. Vermutlich mussten sie nach 1791 erneuert werden. Die Glocke mit Namen „Sankt Agatha“ musste 1917 abgeliefert werden und wurde 1922 wieder geweiht. Das Gleiche geschah mit der zweiten Glocke „Ave Maria“. 1942 musste man diese beiden erneut abgeben. Auch die dritte Glocke, „Jakobus“, die 1813 gegossen worden war, wurde diesmal mit eingezogen.
1947 wurden drei neue Glocken aufgehängt. Sie wurden mit den Namen Jakobus (Ton cis'), Agatha (Ton e') und Maria (Ton fis') geweiht.

### Orgel

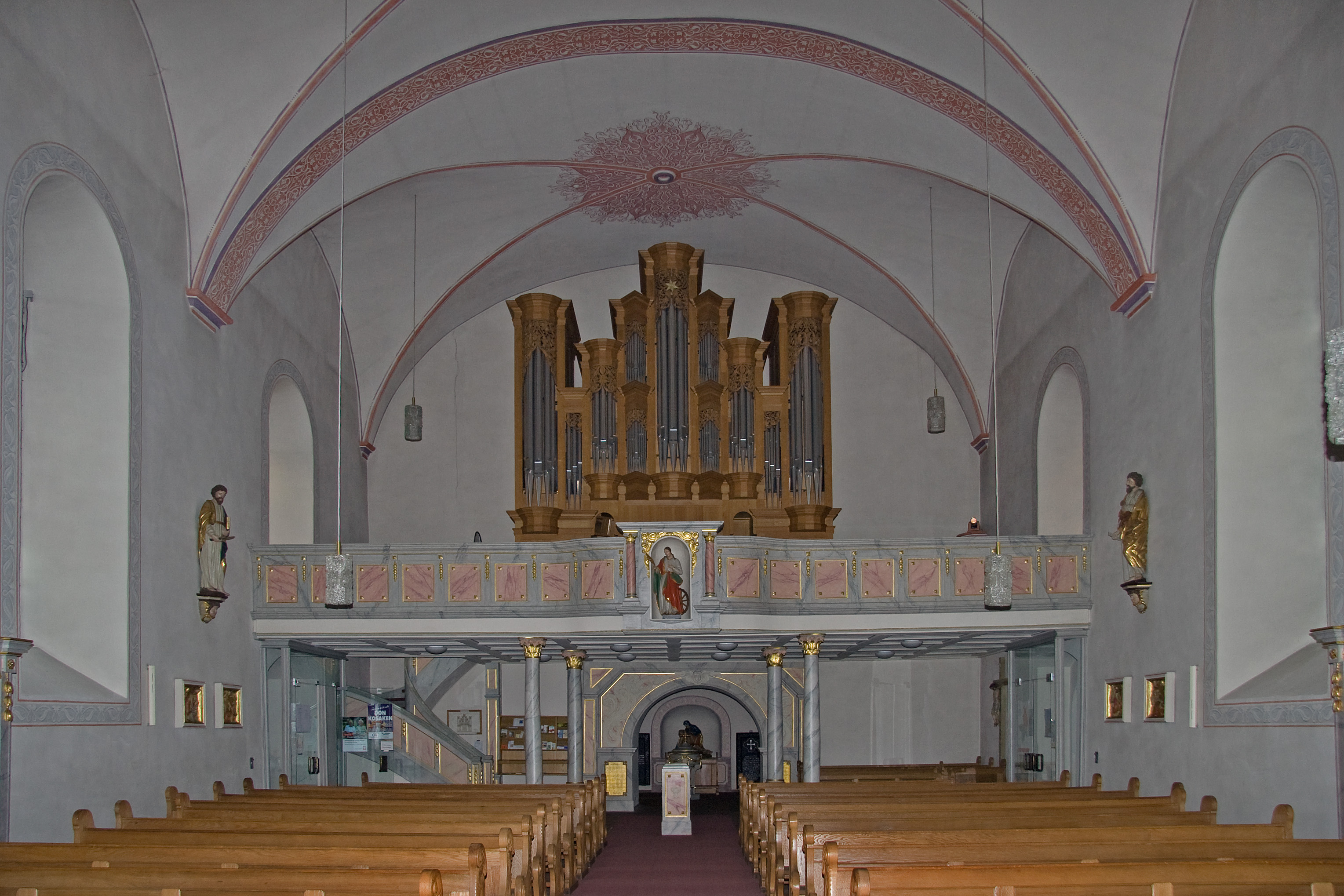
Orgel

Erstmals überliefert ist eine Orgel, die 1638 in der Kirche errichtet wurde. Aus dem säkularisierten Kloster Grafschaft wurde nach 1800 eine Orgel für die wiedererrichtete Kirche erworben.
Die heutige Orgel wurde 1995 von der Orgelbaufirma Albers & Wiggering (Schmallenberg) erbaut.
| I Hauptwerk C–g3 |             |       |
| 1.               | Bordun      | 16′   |
| 2.               | Praestant   | 8′    |
| 3.               | Rohrflöte   | 8′    |
| 4.               | Octave      | 4′    |
| 5.               | Spitzflöte  | 4′    |
| 6.               | Quinte      | 2 ⁄3′ |
| 7.               | Superoctave | 2′    |
| 8.               | Mixtur IV   | 1 ⁄3′ |
| 9.               | Trompete    | 8′    |
|                  | Tremulant   |       |

| II Schwellwerk C–g3 |                |        |
| 10.                 | Gedackt        | 8′     |
| 11.                 | Gamba          | 8′     |
| 12.                 | Vox Coelestis  | 8′     |
| 13.                 | Principal      | 4′     |
| 14.                 | Rohrflöte      | 4′     |
| 15.                 | Nasard         | 2 ⁄3′  |
| 16.                 | Piccolo        | 2′     |
| 17.                 | Terz           | 1 3⁄5′ |
| 18.                 | Scharff III-IV | 1′     |
| 19.                 | Oboe           | 8′     |
|                     | Tremulant      |        |
|                     | Cymbelstern    |        |

| Pedal C–g1 |               |     |
| 20.        | Subbass       | 16′ |
| 21.        | Octavbass     | 8′  |
| 22.        | Gedacktbass   | 8′  |
| 23.        | Choralbass    | 4′  |
| 24.        | Hintersatz IV |     |
| 25.        | Posaune       | 16′ |
| 26.        | Trompete      | 8′  |

- Koppeln: II/I, I/P, II/P

### Sonstiges
Eine Eichenkanzel aus der Empirezeit wurde nach dem 2. Vatikanischen Konzil aus der Kirche entfernt. Zwei Beichtstühle aus der Zeit um 1800 und die zwölf an den Längswänden der Kirche auf halber Höhe angebrachten Apostel-Figuren aus der Zeit um 1750 stammen aus dem aufgehobenen Kloster Grafschaft.
In der Nähe des Altars, etwa in der Nordostecke der Kirche, waren um 1950 noch zwei Grabplatten untergebracht. Die erste enthielt die Inschrift, die auf den Tod des kurkölnischen Richters Johann Reinhard Winter, gestorben am 21. April 1700, hinwies. Eine zweite Platte wurde für den Bürgermeister und Gerichtsschöffen Jodokus Melchior Lütteken, gestorben am 11. August 1731, angefertigt. Beide Platten sind heute (2008) im Innern an der Westseite des Turm-Erdgeschosses aufgestellt worden.
Ein neueres Taufbecken befindet sich im Eingangsbereich der Kirche, etwa in der Mitte zwischen den beiden Eingangstüren. Ein älteres Taufbecken aus dem 18. Jahrhundert steht vor den genannten Grabplatten.

## Näheres Umfeld
Nach der Neubegründung der Vikarie im Jahr 1694 verpflichtete sich die Stadt Winterberg, dem Vikar ein eigenes Wohnhaus zu bauen. Dies geschah 1721 in der Nordwestecke des Kirchhofs. Dort durfte der Vikar auch einen Garten abzäunen. Nach dem Brand von 1791 wurde dieses Gebäude nicht mehr errichtet. Stattdessen erhielten der Vikar und der Pastor von Winterberg jeweils eine eigene Wohnung in dem neu errichteten Pastoratgebäude.
Auf dem um die Kirche gelegenen Kirchhof wurden bis 1875 die Toten beerdigt. Bis zur Abpfarrung der Gemeinde Altastenberg im Jahr 1785 wurden deren Tote ebenfalls auf diesem Kirchhof begraben. 1912 wurde der Friedhof um die Kirche eingeebnet. Rechts neben dem Haupteingang erhielt Pastor Hackenberg am 5. April 1945 sein Grab, nachdem er ein paar Tage vorher durch einen Granatsplitter tödlich verletzt worden war.

## Bildergalerie

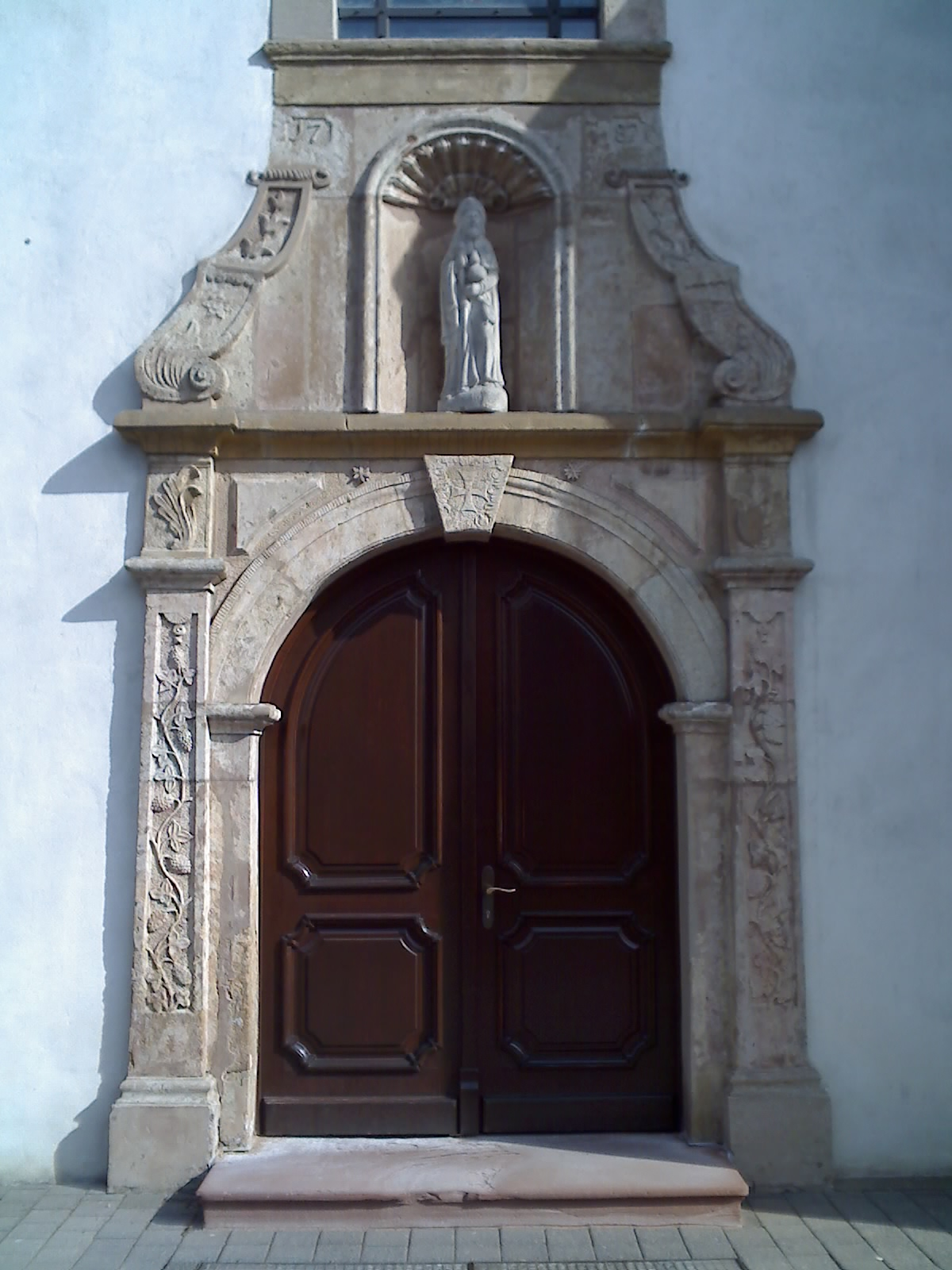
Kircheneingang von Süden
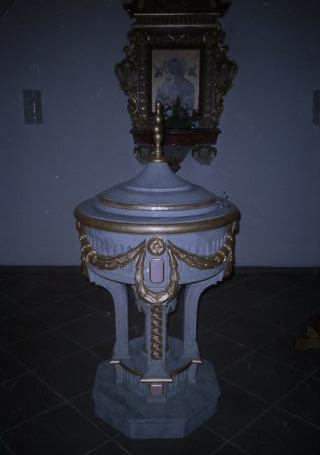
Alter Taufstein
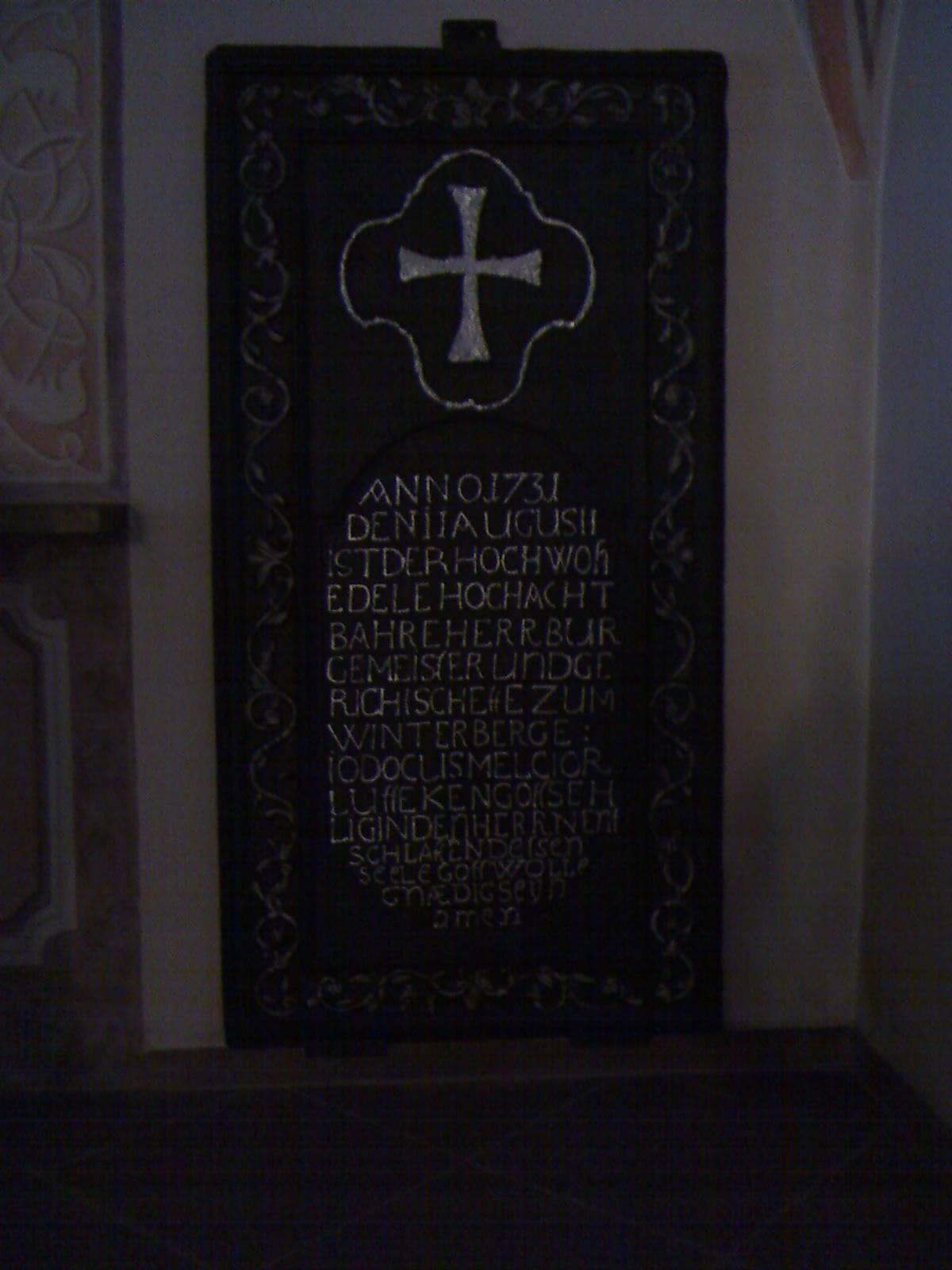
Grabplatte des Bürgermeisters Melchior Lütteken
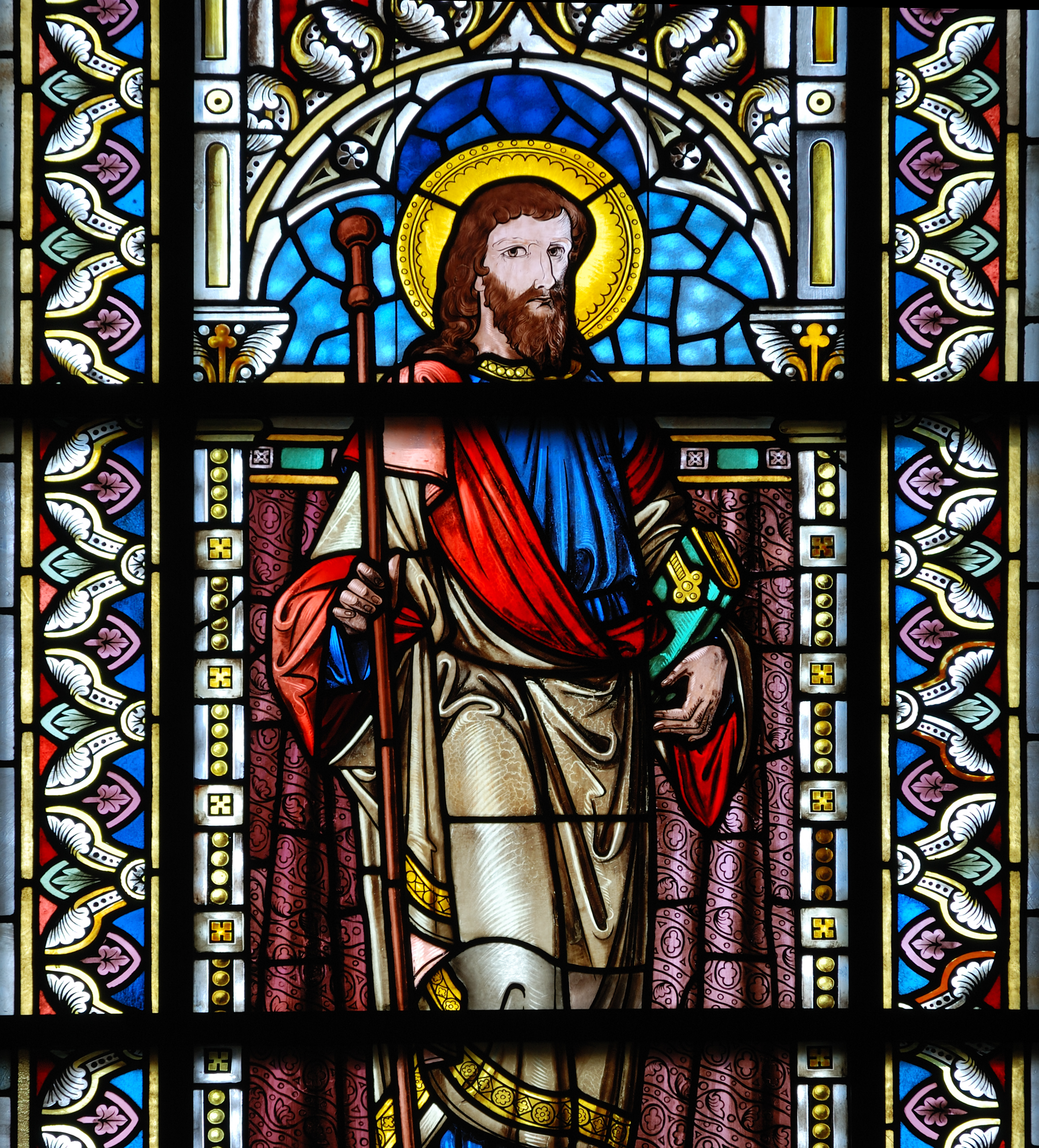
Glasfenster, Detail